# Повіт Міката
Пові́т Міка́та (яп. 三方郡, みかたぐん, МФА: [mʲikata guɴ]) — повіт в префектурі Фукуй, Японія.